# Císař Atlantidy

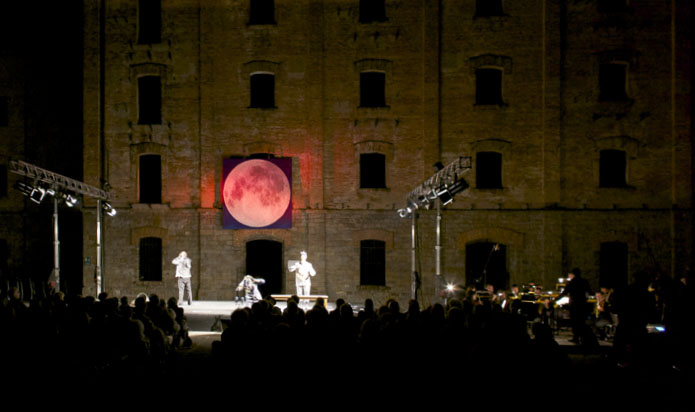
Inscenace opery v Terstu roku 2012

Císař z Atlantidy aneb Odepření smrti, překládáno též Císař Atlantidy – Smrt abdikuje, v originále Der Kaiser von Atlantis oder Die Tod-Verweigerung je třetí opera českého židovského skladatele Viktora Ullmanna, kterou vytvořil roku 1943 v koncentračním táboře Terezín. Libreto v němčině napsal Peter Kien. Oba autoři zahynuli ještě za války v Osvětimi. Nacisté uvedení opery v Terezíně, připravované v roce 1944, nedovolili, neboť ji vyhodnotili jako satiru na Hitlera. Premiéru měla až roku 1975 v Nizozemské opeře (De Nederlandse Opera) v Amsterdamu. Rukopis opery zachránil Emil Utitz, profesor německé univerzity v Praze, který pracoval v terezínské knihovně. Utitz rukopis předal Ullmannovu příteli a spisovateli Hansi Güntheru Adlerovi, který ho předal antroposofickému centru Goetheanum v Dornachu ve Švýcarsku, neboť Ullmann byl vyznavačem a sympatizantem antroposofie Rudolfa Steinera. Zlomem se stalo, když rukopis získala Paul Sacher Stiftung v Basileji, kde ho objevil dirigent Kerry Woodward. Ten se dokonce pokoušel kontaktovat mrtvého Ullmanna za pomoci spiritistického média, aby vyzvěděl, jak správně složité dílo inscenovat. Nakonec ho s úpravami inscenoval v Amsterdamu a od té doby jde o jednu z nejhranějších českých oper na světových jevištích.